# Worcester Sharks
I Worcester Sharks sono stati una squadra di hockey su ghiaccio dell'American Hockey League con sede nella città di Worcester, nel Massachusetts. Nati nel 1995 e sciolti nel 2015 nel corso degli anni sono stati affiliati ai San Jose Sharks, squadra della National Hockey League, e hanno disputato i loro incontri casalinghi presso il DCU Center.

## Storia
Il 9 novembre 2004 i St. Louis Blues annunciarono la vendita della loro franchigia affiliata in AHL dei Worcester IceCats ai proprietari della loro squadra di ECHL, i Peoria Rivermen. I nuovi proprietari trasferirono la squadra a Peoria nella stagione 2005-06. Rimasta senza una squadra dopo la partenza degli IceCats la città di Worcester cercò di trovare un accordo con un'altra franchigia della National Hockey League per riportare l'hockey nella città.
Il 6 gennaio 2006 i San Jose Sharks annunciarono il trasferimento della squadra affiliata in AHL dei Cleveland Barons in Massachusetts. I Worcester Sharks esordirono in casa il 14 ottobre 2006 con un tutto esaurito da 7.230 spettatori nell'incontro perso ai rigori contro i Portland Pirates. Gli Sharks nella loro storia sono avanzati ai playoff per tre volte, conquistando nella stagione 2009-10 il titolo della Atlantic Division.
Al termine della stagione 2014-2015 fu annunciata la volontà da parte degli Sharks di trasferire la loro formazione affiliata in AHL a San Jose per motivi di vicinanza geografica e di darle nome di San Jose Barracuda, lasciando quindi Worcester senza una squadra professionistica di hockey.

### Affiliazioni
Nel corso della loro storia i Worcester Sharks sono stati affiliati alle seguenti franchigie della National Hockey League:
- San Jose Sharks: (2006-2015)

## Record stagione per stagione
| Stagione         | Division  | Gare | V  | S  | OTL | SOL | Punti | GF  | GS  | Piazzamento | Play-off                                                      |
| ---------------- | --------- | ---- | -- | -- | --- | --- | ----- | --- | --- | ----------- | ------------------------------------------------------------- |
| Worcester Sharks |           |      |    |    |     |     |       |     |     |             |                                                               |
| 2006-07          | Atlantic  | 80   | 41 | 28 | 3   | 8   | 93    | 247 | 244 | 4°          | perde 1º turno (Manchester) 2-4                               |
| 2007-08          | Atlantic  | 80   | 32 | 37 | 5   | 6   | 75    | 216 | 258 | 6°          |                                                               |
| 2008-09          | Atlantic  | 80   | 42 | 35 | 1   | 2   | 87    | 223 | 223 | 4°          | vince 1º turno (Hartford) 4-2 perde 2º turno (Providence) 2-4 |
| 2009-10          | Atlantic  | 80   | 49 | 25 | 3   | 3   | 104   | 275 | 239 | 1°          | vince 1º turno (Lowell) 4-1 perde 2º turno (Manchester) 2-4   |
| 2010-11          | Atlantic  | 80   | 36 | 31 | 4   | 9   | 85    | 210 | 245 | 4°          |                                                               |
| 2011-12          | Northeast | 76   | 31 | 33 | 4   | 8   | 78    | 199 | 218 | 5°          |                                                               |
| 2012-13          | Atlantic  | 76   | 31 | 34 | 4   | 7   | 73    | 191 | 228 | 4°          |                                                               |
| 2013-14          | Atlantic  | 76   | 36 | 34 | 4   | 2   | 78    | 189 | 226 | 4°          |                                                               |
| 2014-15          | Atlantic  | 76   | 41 | 29 | 4   | 2   | 88    | 224 | 198 | 3°          | perde 1º turno (Hershey) 1-3                                  |

## Divise storiche
| Divisa casalinga 2007-2012 | Divisa trasferta 2007-2012 |

## Record della franchigia

### Singola stagione
Gol: 35  Mathieu Darche (2006-07)
Assist: 52  Danny Groulx (2009-10)
Punti: 80  Mathieu Darche (2006-07)
Minuti di penalità: 211  Brennan Evans (2007-08)
Vittorie: 39  Alex Stalock (2009-10)
Shutout: 4  Alex Stalock (2009-10)
Media gol subiti: 2.47  Thomas Greiss (2008-09)
Parate %: .912  Thomas Greiss (2006-07)

### Carriera
Gol: 59  Mike Iggulden e  Riley Armstrong
Assist: 92  Rob Murray
Punti: 138  Tom Cavanagh
Minuti di penalità: 490  Frazer McLaren
Vittorie: 74  Thomas Greiss
Shutout: 4  Alex Stalock
Partite giocate: 253  Mike Moore

## Palmarès

### Premi di squadra
- Emile Francis Trophy: 1

2009-2010

### Premi individuali
- Eddie Shore Award: 1

Danny Groulx: 2009-2010
- Yanick Dupré Memorial Award: 1

Nick Petrecki: 2011-2012